# Красносельское (Акмолинская область)
Красносе́льское (каз. Красносельское) — село в Буландынском районе Акмолинской области Казахстана. Входит в состав Новобратского сельского округа. Код КАТО — 114047400.

## География
Село расположено в западной части района, на правом берегу реки Коныр, на расстоянии примерно 93 километров (по прямой) к юго-западу от административного центра района — города Макинск, в 17 километрах к западу от административного центра сельского округа — села Новобратское.
Абсолютная высота — 341 метров над уровнем моря.
Климат холодно-умеренный, с хорошей влажностью. Среднегодовая температура воздуха положительная и составляет около 3,5°С. Среднемесячная температура воздуха в июле достигает +19,8°С. Среднемесячная температура января составляет около -15,0°С. Среднегодовое количество осадков составляет около 430 мм. Основная часть осадков выпадает в период с июня по август.
Ближайшие населённые пункты: село Добровольное — на юго-востоке, аул Улан — на севере.

## Население
В 1989 году население села составляло 281 человек (из них украинцы — 59%, русские — 26%).

В 1999 году население села составляло 244 человека (122 мужчины и 122 женщины). По данным переписи 2009 года, в селе проживало 146 человек (74 мужчины и 72 женщины).
| Численность населения | Численность населения | Численность населения |
| 1989                  | 1999                  | 2009                  |
| --------------------- | --------------------- | --------------------- |
| 281                   | ↘244                  | ↘146                  |

## Улицы[5]
- ул. Садовая
- ул. Центральная